# جرالد اندرسون
جرالد اندرسون (انگلیسی: Gerald Anderson؛ زادهٔ ۷ مارس ۱۹۸۹) بازیگر، مدل (شخص)، و بازیگر تلویزیون اهل فیلیپین است. وی از سال ۲۰۰۶ میلادی تاکنون مشغول فعالیت بوده است.
از فیلم‌ها یا برنامه‌های تلویزیونی که وی در آن نقش داشته است می‌توان به در کار (۲۰۱۳) و همیشه شاید من باش (۲۰۱۶) اشاره کرد.